# Galih Lunik
Galih Lunik is een bestuurslaag in het regentschap Lampung Selatan van de provincie Lampung, Indonesië. Galih Lunik telt 2034 inwoners (volkstelling 2010).